# Brooks (Minnesota)
Brooks é uma cidade localizada no estado americano de Minnesota, no Condado de Red Lake.

## Demografia
Segundo o censo americano de 2000, a sua população era de 141 habitantes. 
Em 2006, foi estimada uma população de 137, um decréscimo de 4 (-2.8%).

## Geografia
De acordo com o United States Census Bureau tem uma área de 
3,0 km², dos quais 3,0 km² cobertos por terra e 0,0 km² cobertos por água. Brooks localiza-se a aproximadamente 344 m acima do nível do mar.

## Localidades na vizinhança
O diagrama seguinte representa as localidades num raio de 24 km ao redor de Brooks. 